# Huset Reuss

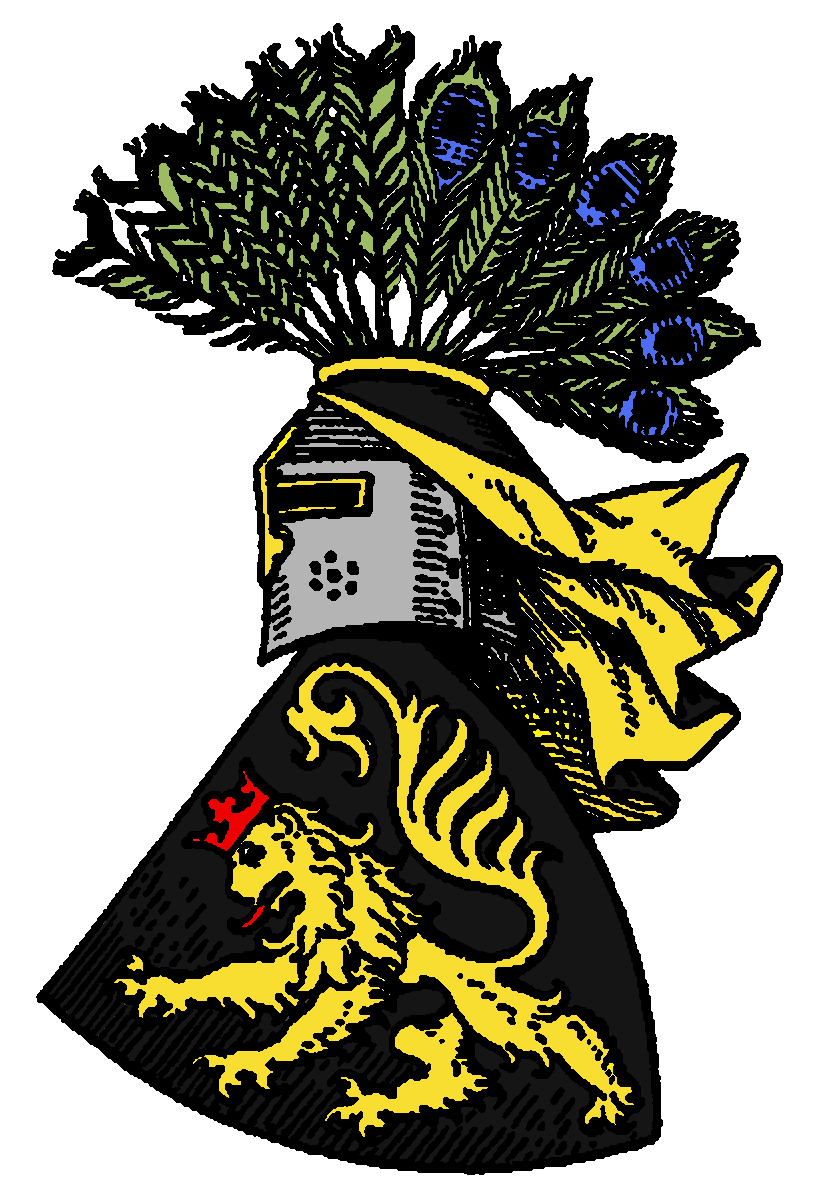
Huset Reuss' vapen.

Huset Reuss eller Reuß var en tysk grevlig och senare furstlig ätt som regerade flera stater i Thüringen. Huset bestod av flera grenar varav de viktigaste kallades den äldre linjen och den yngre linjen, som fram till 1918 härskade i Reuss-Greiz respektive Reuss-Gera.
De olika linjerna härstammar från tre bröder Heinrich (sv. Henrik), Henrik XV (äldre linje), Henrik XVI (mellersta linjen) och Henrik XVII (yngre linjen). Sedan slutet av 1100-talet har alla manliga medlemmar av huset burit namnet Heinrich, bland dem Heinrich XIII Prins Reuss född 1951.

## Historia
Den historiskt kände stamfadern för de i Reuss regerande linjerna är en Erkenbert (1122), vilken var kejserlig fogde i Weida och Gera och genom giftermål blev fogde även i Greiz, Hof och Plauen. Hans ättlingar bildade tre linjer: Weida (utdöd 1531), Gera (utdöd 1550) och Plauen.
En medlem av linjen Plauen förvärvade sig genom vapenbragder mot polacker eller västryssar omkring 1247 hedersnamnet "der Reusse" (latin: ruthenus, den ryske), som enligt en uppgift gav anledning till furstehusets benämning. (Enligt en annan berättelse tillkom detta namn omkring 1300, till följd av giftermålet av Henrik av Plauen med en polsk prinsessa, vars moder var ryska.)
De reussiska länderna hade förr en vida större utsträckning än kring förra sekelskiftet, i det de omfattade delar av Bayern och hela Vogtlandkreis i Sachsen m.m.
Av de många linjer, i vilka familjen delade sig, utslocknade nästan alla, så att 1616 endast de två fanns kvar, Reuss-Greiz och Reuss-Gera. Sedermera delade dessa sig i flera bilinjer, och det var inte förrän 1848, som den yngre linjens furstendömen (Schleiz, Lobenstein-Ebersdorf och Gera) förenades till ett helt.
Herrarna av Reuss erhöll 1673 grevlig och 1778 riksfurstlig värdighet. 1807 ingick furstendömena i Rhenförbundet. Till följd av furstinnan-regentinnans sympatier för Österrike besattes den äldre linjens land 1866 av Preussen, men löstes från ockupationen genom erläggande av 100 000 taler och inträdde därefter liksom den yngre linjens land i Nordtyska förbundet. Sedan 1871 tillhörde båda furstendömena Tyska riket och de upplöstes 1918 som en följd av tyska revolutionen och kejsarens abdikation.

## Reuss äldre linje (1564-1927)
Den äldre linjen stammar från Henrik XV som 1564 ärvde Reuss-Untergreiz. Linjen delades senare i ytterligare grenar som 1673 fick grevlig status. År 1768 förenades grenarna till ett grevskap, Reuss äldre linje. Tio år senare, 1778, upphöjdes greve Henrik XI (1722-1800) till furste med residens i Greiz. Furstendömet Reuss-Greiz bestod till 1918, och den äldre linjen dog ut 1927 med Henrik XXIV (1902-1918).

## Reuss mellersta linje (1564-1616)
Den mellersta linjen ärvde Obergreiz. Linjen dog ut 1616 med Henrik XIX. Obergreiz delades då mellan den äldre och den yngre linjen.

## Reuss yngre linje (1564-)
Den yngre linjen var Reuss-Gera, som i olika omgångar delades upp på flera mindre områden: Reuss-Schleiz, Reuss-Saalburg, Reuss-Lobenstein, Reuss-Hirschberg, och Reuss-Ebersdorf. Efter att den äldre linjen fått grevlig status 1673, blev även den yngre linjen grevlig. År 1790 upphöjdes greve Henrik XXXV av Lobenstein (1782-1805) till furste. 1806 blev även greve Henrik XLII Reuss-Schleiz (1752-1818), greve Henrik LI Reuss-Ebersdorf (1779-1822) och greve Henrik LIV av Lobenstein från grenen Reuss-Selbitz furstar. År 1848 återförenades grenarna till furstendömet Reuss yngre linje.